# Vänersborg
Vänersborg er en svensk by i Västergötland med 24.731 (2023) indbyggere. 
Vänersborg ligger ved sydenden af Vänern, hvor Göta älv afvander den store sø. Byen fik et opsving i forbindelse med anlæggelsen af Göta kanal, og den er præget af at have været administrationscentrum i det tidligere Älvsborgs län og rummer mange pompøse bygninger. Det fik forfatteren Birger Sjöberg, som blev født i byen, til at kalde den "Lille Paris".
Den oprindelige kirkeklokke i Vänersborgs kirke blev erobret af danske soldater i 1600-tallet, og klokken hænger nu i Vor Frelsers Kirke i København.
IFK Vänersborg spiller i den højeste svenske Bandy division. Den nye indendørs arena er en af de mest moderne. Der blev  VM i bandy 2013 afviklet. Det vil ske igen i 2019.